# Gaspard Coriolis
Gaspard-Gustave de Coriolis (París, 21 de mayo de 1792 - id. 19 de septiembre de 1843) fue un ingeniero y matemático francés, célebre por el estudio del movimiento de sistemas en rotación, del que se deduce el denominado efecto Coriolis.

## Biografía
Gaspard Coriolis nació en plena Revolución francesa, era hijo de Jean-Baptiste-Elzéar Coriolis y de Marie-Sophie de Maillet. Su padre, que era oficial del ejército real antes de la revolución, se convirtió en industrial en Nancy tras la muerte del rey Luis XVI. Coriolis se presentó en 1808 a las pruebas de ingreso de la Escuela Politécnica de París, donde obtiene el número ocho. Al terminar sus estudios, obtiene el número once de su promoción, lo que le permite integrarse en los Corps des ponts et chaussées (Cuerpo de ingenieros de caminos) para el que trabajó durante algunos años en Meurthe y Mosela y en el departamento de los Vosgos. Después del fallecimiento de su padre, aceptó un puesto de profesor en la École Polytechnique en 1816.
En 1829, Coriolis se convirtió en profesor de análisis geométrico y de ingeniería mecánica en la Escuela Central de París, trabajando junto a su cuñado Eugène Péclet (esposo de su hermana Cécile), uno de los fundadores del centro. Después de la Revolución de 1830, debido a la posición de Cauchy, que se había negado a aprobar el nuevo régimen, se le ofrece un cargo en el Politécnico, cargo que no acepta para poder dedicar más tiempo a sus trabajos de investigación. En 1831, enseña con Henri Navier mecánica aplicada en la École Polytechnique. En 1836, a la muerte de Navier, Coriolis ocupa su lugar en la École Polytechnique y en la Academia de Ciencias, donde fue elegido el 28-01-1836 (Sección de Mecánica).
En 1838, Coriolis (entonces ingeniero jefe del Cuerpo de Puentes y Caminos), decidió dejar la ingeniería para convertirse en director de estudios de la Escuela Politécnica, a la muerte de Dulong. Sin embargo, debido a su mal estado de salud (no estaba en condiciones de impartir su curso de 'Mecánica Aplicada a edificios y maquinaria'), presentó su renuncia a la Politécnica, aunque el general al mando de la Escuela, decidió mantenerle en el cargo hasta su muerte en 1843.
Está enterrado en el cementerio de Montparnasse (División 12-Oeste 1-Norte 12).

## Carrera científica
Fue profesor de análisis geométrico y de mecánica general en l'École Centrale des Arts et Manufactures. Su interés en la dinámica del giro de las máquinas le condujo a las ecuaciones diferenciales del movimiento desde el punto de vista de un sistema de coordenadas que a su vez está rotando, trabajo que presentó a la Académie des Sciences. Debido a la importancia de su trabajo, el efecto Coriolis lleva su nombre.
En su memoria «Du calcul de l'effet des machines» (1829) llama trabajo a la cantidad {\displaystyle \int {\vec {f}}\ \,{\vec {dl}}\ }, usualmente llamada en esa época potencia mecánica, cantidad de acción o efecto dinámico precisando la ambigüedad de estas expresiones: las considera inapropiadas. La ciencia le da la razón. Con él y Jean Poncelet (1788-1867), el teorema de la energía cinética toma su forma casi definitiva y la enseñanza de la mecánica será « desempolvada » (la cuestión de las unidades y de la homogeneidad de las fórmulas se vuelve fundamental). Numerosos serán sus artículos en le Dictionnaire de l'industrie (el Diccionario de la industria).
A veces se le cita como Gustave-Gaspard Coriolis, Gustave Coriolis y otras variaciones similares.

## Escritos
- Du calcul de l'effet des machines, París, Carilian-Goeury, 1829
- Traité de la mécanique des corps solides, 1844 (nueva edición de Calcul de l'effet des machines)
- Théorie mathématique des effets du jeu de billard, 1835
- Sur les équations du mouvement relatif des systèmes de corps, 1835 (En este trabajo, se menciona por primera vez la fuerza de Coriolis)

## Reconocimientos
- Es uno de los 72 científicos cuyo nombre figura inscrito en la Torre Eiffel.
- Un edificio de energía positiva de la Ecole des Ponts, inaugurado en 2013, lleva su nombre.
- Su nombre fue dado a un buque de investigación de Quebec: Coriolis II.[2]
- Un cráter de la Luna lleva su nombre: el cráter Coriolis.
- Un instituto de investigación interdisciplinaria sobre desarrollo sostenible se estableció en 2009 en la Politécnica de París con el nombre de Instituto Coriolis.[3]
- El proyecto oceanográfico Coriolis que implica al CNES, al CNRS, y al IFREMER lleva su nombre.[4]
- El Météopole, corazón científico, técnico y operativo de Météo-France se encuentra en el n.° 42 de la avenida Gaspard Coriolis en Toulouse.
- En la saga Dune de Frank Herbert, las tormentas mortales de Coriolis en el planeta Arrakis son un homenaje al científico.